# Hypostomus khimaera
Hypostomus khimaera es una especie de pez silúrido de agua dulce del género de loricáridos Hypostomus. Se distribuye en el centro de Sudamérica. 

## Taxonomía
Esta especie fue descrita originalmente en el año 2014 por los ictiólogos Luiz F. C. Tencatt, Cláudio H. Zawadzki y Otávio Froehlich.
Localidad tipo
La localidad tipo referida es: “sierra das Araras, Porto Estrela, arroyo Salobo (cuenca del río Paraguay), en las coordenadas: 15°39′03″S 57°12′54″O / -15.65083, -57.21500, en el estado de Mato Grosso, Brasil”.
Holotipo
El holotipo designado es el catalogado como: MZUSP 111129; se trata de un ejemplar adulto el cual midió  139,1 mm de largo total. Fue capturado entre el 2 y el 3 de agosto de 1999 por O. A. Shibatta.
Paratipos
Los paratipos (todos colectados con el ejemplar tipo) son: CPUFMT 1449; INPA 37744; MNRJ 40185; MZUEL 5821 y NUP 14506.
Etimología
Etimológicamente el epíteto genérico Hypostomus se construye con dos palabras del idioma griego, en donde: hipo significa 'bajo' y estoma es 'boca'.
El término específico khimaera es un sustantivo en aposición, el cual deriva del griego antiguo Χίμαιρα (=cimaira o Khimaira) que significa ‘animal fabuloso’ (en latín Chimæra). Con el nombre de quimera se conocía a una criatura mítica con cuerpo híbrido, formado esencialmente por tres animales, un león, una serpiente y una cabra. H. khimaera presenta características morfológicas similares a H. cochliodon y además se la incluye en el grupo de especies “Hypostomus cochliodon”. Lo que ocurre es que este conjunto agrupa especies que suelen tener relativamente pocos dientes y estos en forma de cuchara, pero H. khimaera tiene, en cambio, numerosos dientes que no exhiben forma de cuchara, característica que la asemeja a especies ubicadas fuera de su grupo, como H. plecostomoides o H. soniae. Por esta razón, mediante su epíteto específico se hace alusión a esta morfología un tanto mezclada que la caracteriza.
Filogenia
H. khimaera forma parte del grupo de especies “Hypostomus cochliodon”, un conjunto, integrado por unas 20 especies, con amplia distribución en ríos de gran parte de Sudamérica.

## Características
Es posible distinguir a Hypostomus khimaera de todos los demás miembros del grupo de especies “Hypostomus cochliodon” por tener una franja oscura a lo largo de la línea media del cuerpo, pintas negras en el cuerpo y/o en las aletas y dientes con la cúspide orientada hacia el interior de la boca que no tiene forma de cuchara.
Los ejemplares mayores pueden llegar a alcanzar los 16,4 cm de longitud total.

## Distribución y hábitat
Esta especie es endémica de la cuenca del río Paraguay en la ecorregión de agua dulce Paraguay, habiendo sido capturada en numerosos cursos fluviales, todos del centro de Brasil, en la bahía de Chacororé y en los ríos Cuiabá, Manso, Quilombo, Coxipó, Coxim y en las cuencas de los ríos Vermelho y Aquidauana.
Prefiere vivir en pequeños arroyos de fondo arenoso, generalmente a lo largo de las márgenes de los sectores más profundos.